# Pseudalmenus zephyrus
Pseudalmenus zephyrus är en fjärilsart som beskrevs av Waterhouse och Charles Lyell 1914. Pseudalmenus zephyrus ingår i släktet Pseudalmenus och familjen juvelvingar. Inga underarter finns listade i Catalogue of Life.